# Allepuz
Allepuz es una localidad y municipio de la comarca Maestrazgo en la provincia de Teruel, en la comunidad autónoma de Aragón, España. Tiene un área de 67,26 km² con una población 124 habitantes (INE 2024)  y una densidad de 1,90 hab/km².
Por su situación Allepuz es la puerta de entrada al Maestrazgo para los visitantes que llegan de Teruel hacia Cantavieja.
Durante la Edad Media y todo el Antiguo régimen, hasta la división provincial de 1833, fue tierra de realengo, quedando encuadrada dentro de la comunidad de aldeas de Teruel en la sesma del Campo de Monteagudo.

## Toponimia
Según Miguel Asín Palacios, el nombre de la localidad procede del árabe al-labuus (اللبوس), que este autor traduce como la coraza.

## Geografía
La mayor parte de su término municipal se halla recorrido por el río Sollavientos, único río perteneciente a la comarca del Maestrazgo que no es afluente del río Ebro, ya que vierte sus aguas al Turia, y que da su nombre al espléndido valle que forma la parte este del término.
A lo largo del cauce del río Sollavientos se encuentran las principales fuentes: Santa Isabel, Los Baños, La fuente de la Salud, la de los Berros, donde se ha levantado un merendero, y la Fuente las Canales. A la altura del Molino del Mas de Pina recibe las aguas de la Canaleta la Peralta que discurren por el valle paralelo al Sollavientos.
Sus aguas alimentaban también, no hace muchos años, dos molinos harineros: el del Tormagal en la partida de este nombre y el de debajo del pueblo. 
El perfil del valle de Sollavientos está limitado a oriente por una larga franja de cinglos que corresponde, principalmente, al Morrón (1889 m), Zaragozana (1911) y La Nave (1975), mientras que por el oeste la línea de cabecera de Sollavientos se suaviza, pasando por la Quebrada y la torre vigía del Castellejo, pinar de la Peralta y el Maraño.
Las tierras del valle, abierto al cierzo, forman en primavera un interminable tapiz verde de prados y bancales, vigilado por chopos, sargas, enebros, endrinos, espinos y zarzales. En las laderas se levantan las masadas (masías), de origen medieval y con carácter repoblador. A lo largo de su historia se han ido remodelando y rodeando de todo lo necesario para la explotación de los recursos del medio y la vida de los masoveros.
Si años atrás las masadas (masías) constituyeron una forma de vida y un aporte importante de población en la actualidad apenas media docena de las cerca de 40 que tiene Allepuz están habitadas.
Al llegar al pueblo el valle se abre por los Llanos, hermanándose con el que viene de Gúdar y que riega el río Blanco. Más abajo, en la vega, los dos ríos se funden formando el Alfambra.
Desde Los Barrancos hasta Caudé se erigen las mejores tierras de labor: próximo al río el regadío, abrevado por el agua que se recogía en las azudes y se canalizaba en estrechas acequias ganadas a la tierra; más lejano el secano, pequeñas parcelas multicolores separadas por ribazos y medianiles.
Por el norte de la población se extienden Las Lomas, hasta las Hiedras, a un nivel superior al pueblo. Se puede acceder a ellas por el Castillo, a través del cortado del Portillo o por el camino de Detrás de la Aldea.
Al cabo alto del Portillo se levanta el peirón de San Cristóbal. Una serie de pilones, todavía bien conservados, van dirigiendo el camino que llevaba a Villarroya.

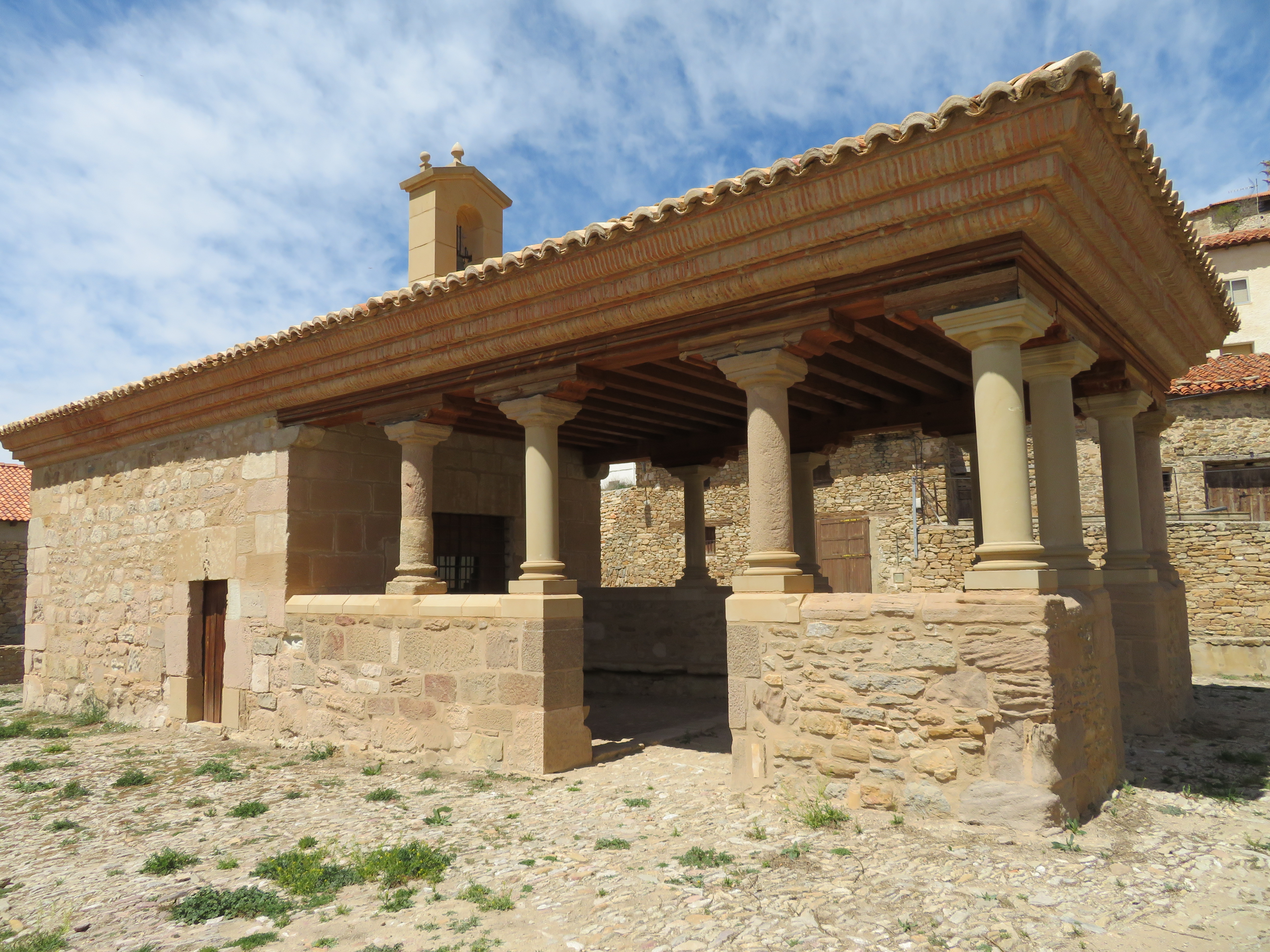
Ermita de Nuestra Señora de Loreto

A la izquierda surge el Barranco Alto que enlazará con la Torreta y la Cañada. Por estas masadas (masías) va el camino que seguían nuestros abuelos para llegar hasta Jorcas.

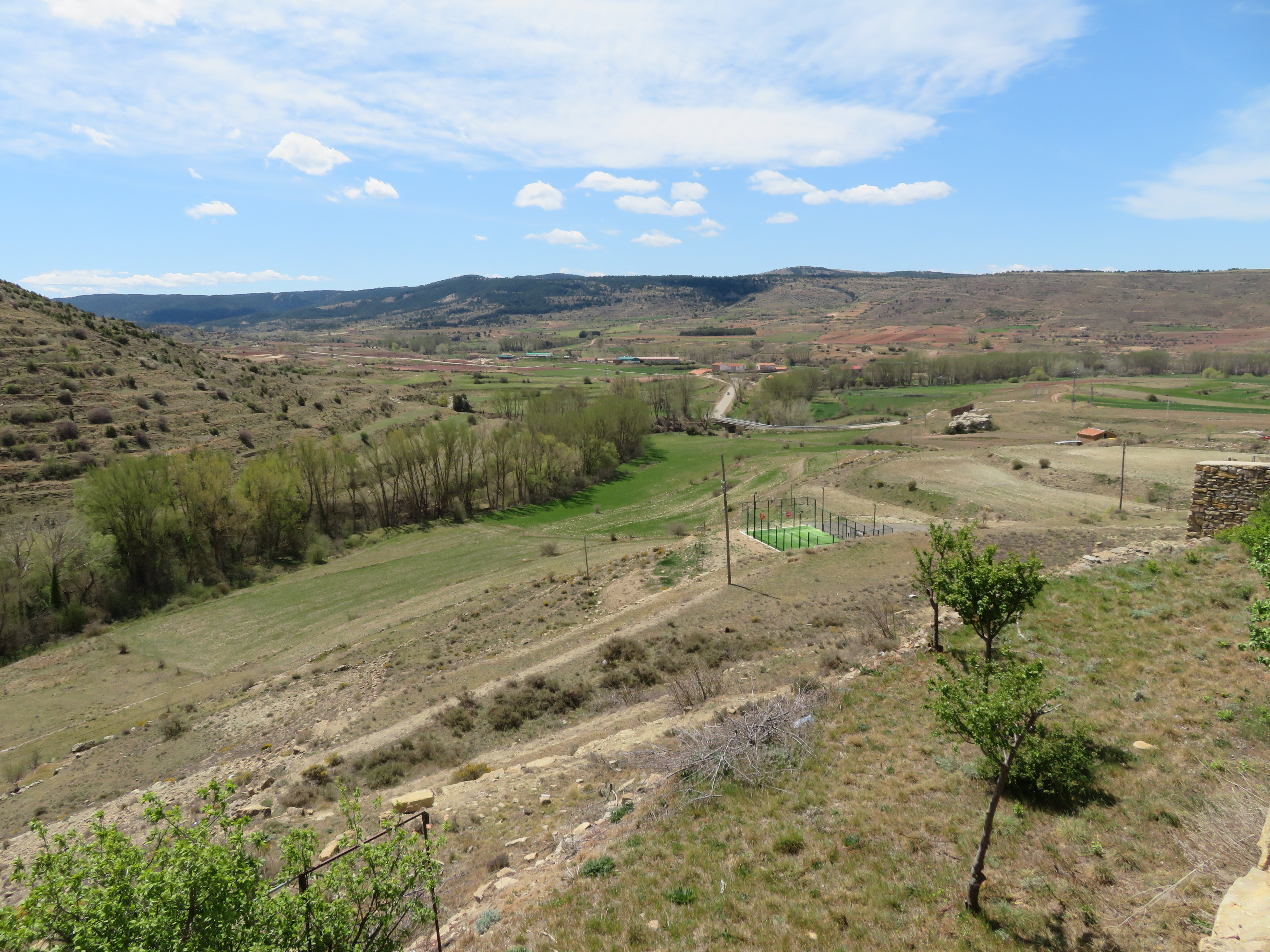
Término municipal de Allepuz

Forman los límites del término los de Valdelinares, Villarroya, Miravete, Jorcas, Ababuj, El Pobo, Monteagudo y Gúdar.

## Demografía
Allepuz cuenta con una población de 124 habitantes (INE 2024).
| Gráfica de evolución demográfica de Allepuz entre 1842 y 2021                                                       |
| |
| Población de derecho según los censos de población del INE Población de hecho según los censos de población del INE |

## Administración y política
| Período   | Alcalde                        | Partido            |  |
| --------- | ------------------------------ | ------------------ |  |
| 1979-1983 | Miguel Sánchez Herrero         | UCD                |  |
| 1983-1987 | Pedro Dolz Calvo               | AP                 |  |
| 1987-1991 | Pedro Dolz Calvo               | AP                 |  |
| 1991-1995 | Víctor Novella Dauden          | PSOE               |  |
| 1995-1999 | Sixto Santafe Nevot            | PSOE               |  |
| 1999-2003 | Sixto Santafe Nevot            | PSOE               |  |
| 2003-2007 | Joaquín Manuel Villarroya Moya | PP                 |  |
| 2007-2011 | Joaquín Manuel Villarroya Moya | PP                 |  |
| 2011-2015 | Joaquín Manuel Villarroya Moya | PP                 |  |
| 2015-2019 | Ignacio Martínez Mallén        | Unidos por Allepuz |  |
| 2019-2023 | Ignacio Martínez Mallén        | Unidos por Allepuz |  |

| Partido político    | Partido político                                   | 2003   | 2007   | 2011   | 2015   | 2019   |
| Partido político    | Partido político                                   | Ediles | Ediles | Ediles | Ediles | Ediles |
|                     | Unidos por Allepuz                                 | —      | —      | —      | 4      | 5      |
|                     | Partido Popular de Aragón (PP)                     | 3      | 2      | 2      | 1      | 0      |
|                     | Partido de los Socialistas de Aragón (PSOE-Aragón) | 2      | 1      | 1      | 0      | 0      |
|                     | Partido Aragonés (PAR)                             | —      | 2      | 2      | —      | —      |
|                     | Chunta Aragonesista (CHA)                          | 0      | 0      | 0      | —      | —      |
| Total de concejales | Total de concejales                                | 5      | 5      | 5      | 5      | 5      |

## Patrimonio
Ermita de Nuestra Señora de Loreto.